# 영광교통
영광교통(靈光交通)은 전라남도 영광군의 농어촌버스 회사이며, 본사는 전라남도 영광군 영광읍 와룡로 19 (단주리)에 있다.

## 보유 차량
- 자일대우버스: NEW BS090
- 현대자동차: 그린시티, 일렉시티 타운